# Cantó de Campan
El cantó de Campan és un cantó francès del departament dels Alts Pirineus, enquadrat al districte de Banhèras de Bigòrra. Té 4 municipis i el cap cantonal és Campan.

## Municipis
- Astèr
- Beudian
- Campan
- Gerda

## Història
| Data d'elecció                           | Identitat      | Partit | Qualitat |
| ---------------------------------------- | -------------- | ------ | -------- |
| 1988-2001                                | Marc Chicoulaa | RPR    |          |
| 2001-                                    | Jacques Brune  | PRG    |          |
| les dades anteriors no són pas conegudes |                |        |          |
|                                          |                |        |          |

## Demografia
| 1962  | 1968  | 1975  | 1982  | 1990  | 1999  | 2006  |
| ----- | ----- | ----- | ----- | ----- | ----- | ----- |
| 3.572 | 3.582 | 3.412 | 3.461 | 3.447 | 3.461 | 3.521 |